# Stuart Davis
Pour les articles homonymes, voir Davis.
Stuart Davis, né le 7 décembre 1892 à Philadelphie en Pennsylvanie et mort le 24 juin 1964 à New York, est un peintre américain.

## Parcours
Davis a étudié la peinture avec Robert Henri, le chef du groupe d'artistes modernes The Eights ; il était l'un des plus jeunes peintres à exposer dans l'exposition controversée de l'Armory Show en 1913, où il montre cinq toiles. Pendant cette exposition, on pouvait voir aussi des travaux d'artistes tels que Vincent van Gogh et Pablo Picasso, ainsi que Marcel Duchamp. Il collabore au magazine progressiste The Masses.
Devenu un artiste « moderne », influencé par le fauvisme pour les couleurs et par le cubisme pour la forme, il fut un des membres important du cubisme en Amérique. Il est probablement plus célèbre pour ses natures mortes et ses paysages abstraits; sa représentation d'objets ou de thèmes liés à la vie quotidienne, tels que des paquets de cigarettes Lucky Strike (1921) ou la série des « batteurs à œufs » (1927), font de Stuart Davis un annonciateur du Pop Art. Plus tard, ses toiles seront influencées par le jazz, comme Swing Landscape (1938) et The Mellow Pad (1951), où les couleurs et la texture sont davantage affirmées.
Davis est décédé d'un infarctus à New York le 24 juin 1964, à l'âge de 71 ans.

## Galerie

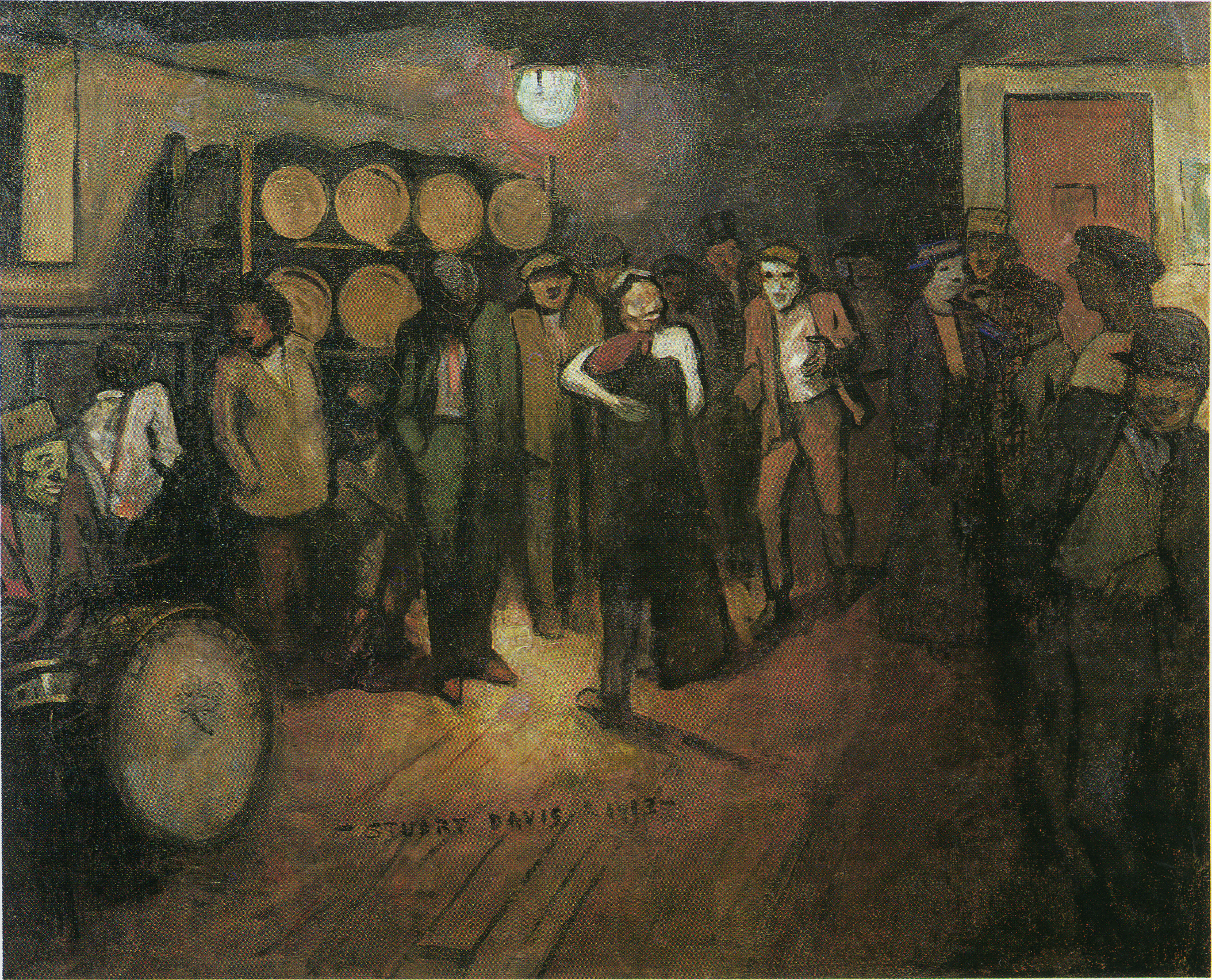
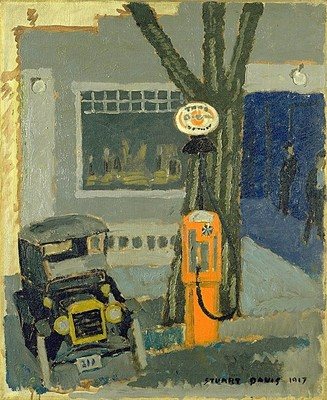
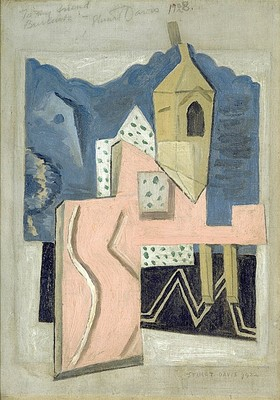
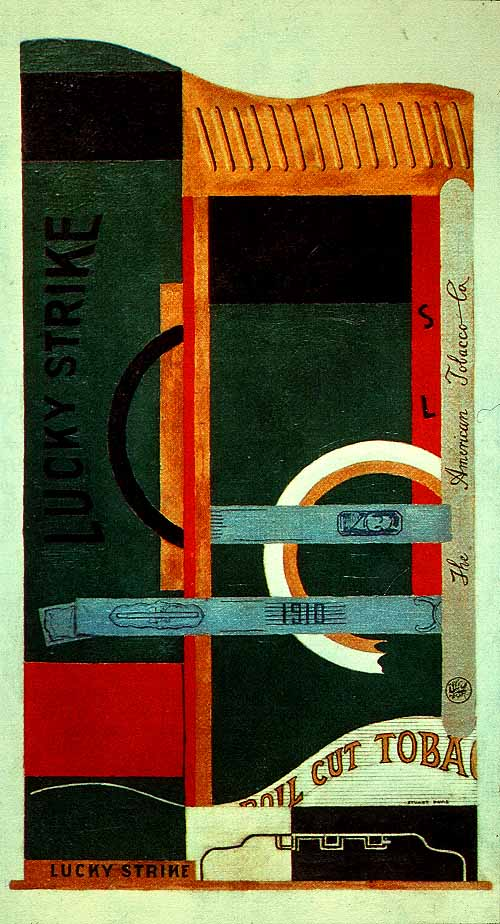
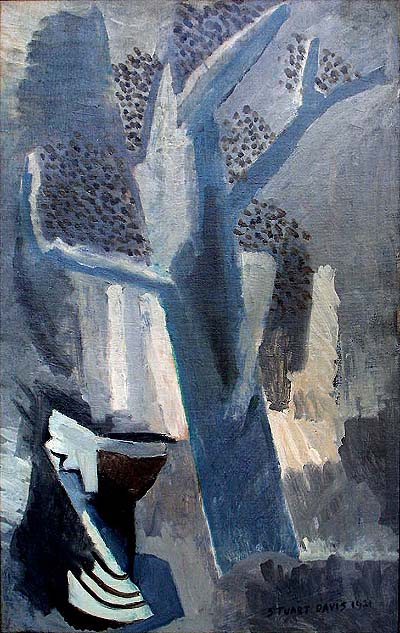

### Source
- (en) Cet article est partiellement ou en totalité issu de l’article de Wikipédia en anglais intitulé « Stuart Davis (painter) » (voir la liste des auteurs).